# Acacia visco
Acacia visco är en ärtväxtart som beskrevs av August Heinrich Rudolf Grisebach. Acacia visco ingår i släktet akacior, och familjen ärtväxter. IUCN kategoriserar arten globalt som livskraftig. Inga underarter finns listade i Catalogue of Life.

## Bildgalleri

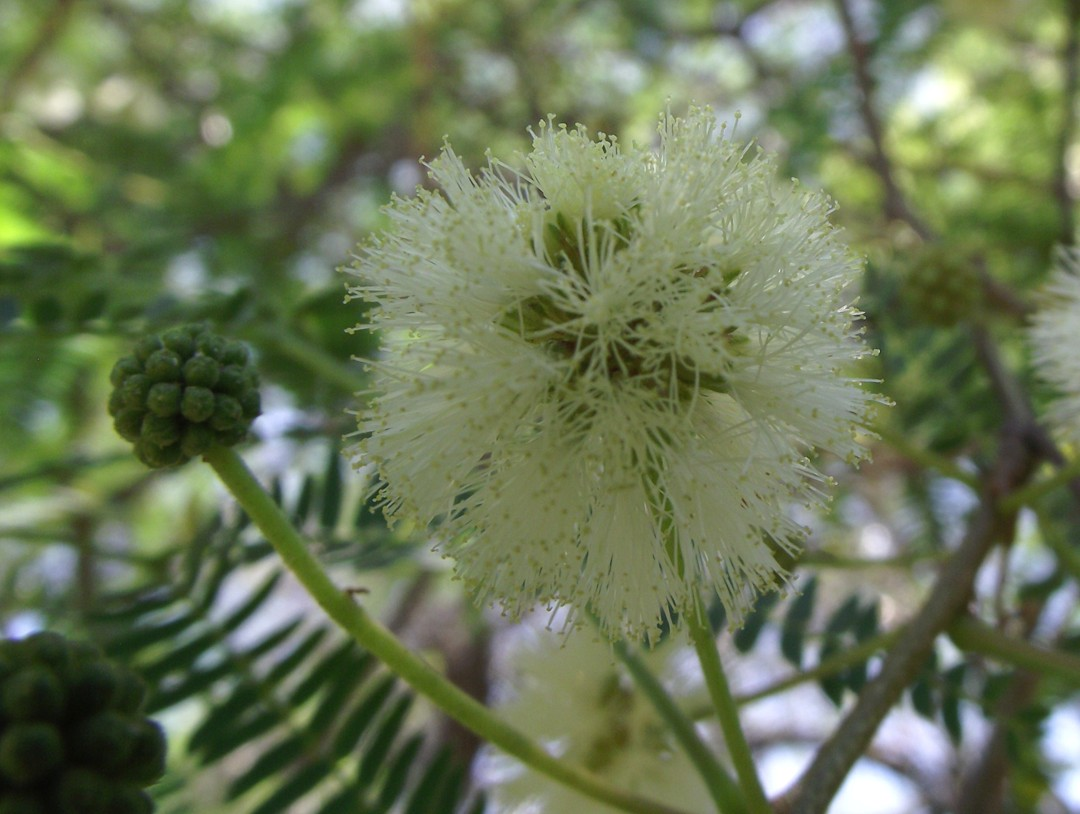
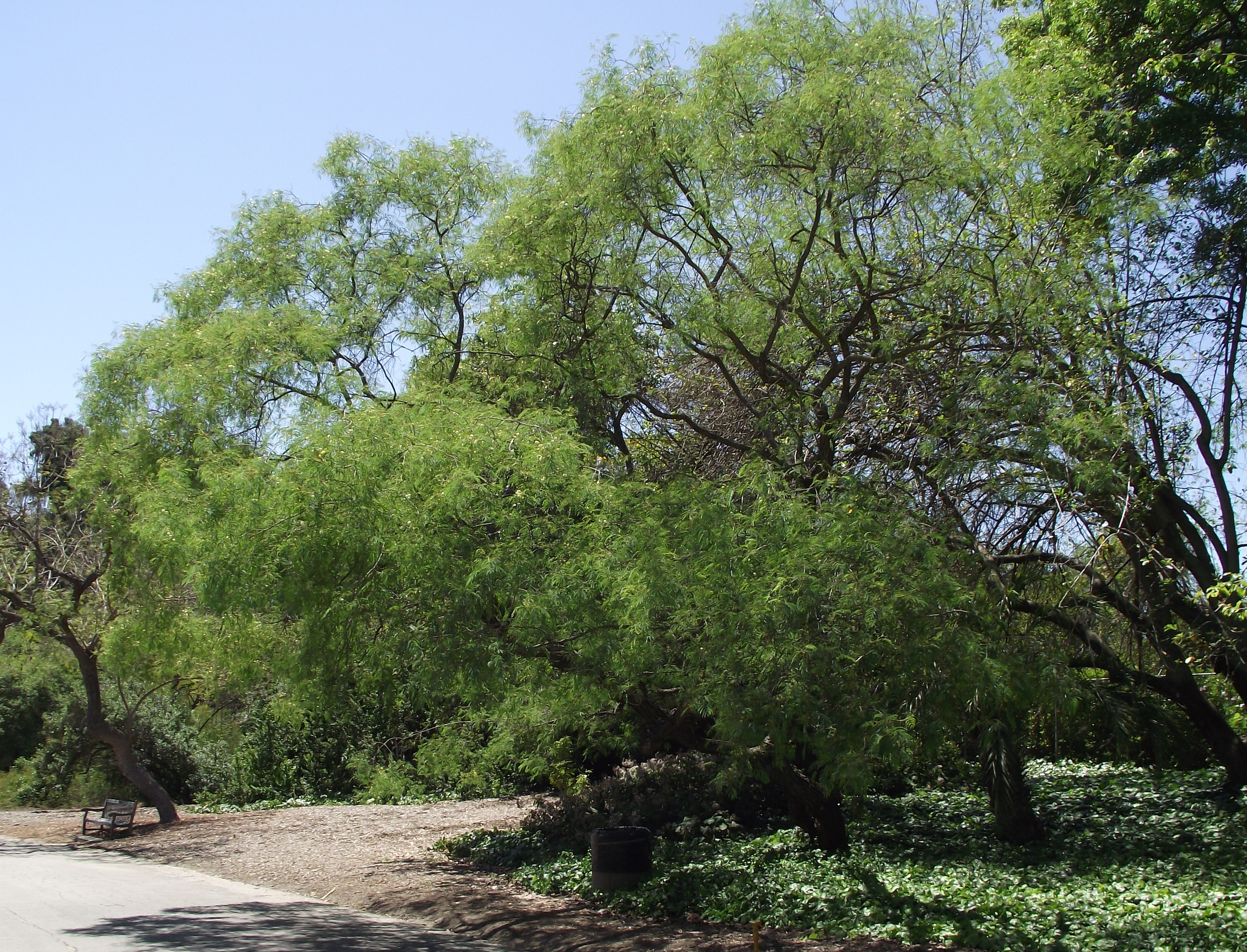